# Národní soustava povolání
Národní soustava povolání (NSP) je otevřená a veřejně dostupná internetová databáze informací o povoláních, která se vyskytují na českém trhu práce. Vytváří ji zaměstnavatelé prostřednictvím sektorových rad jako svých reprezentativních zástupců a garantem je stát. U každého povolání jsou popsány pracovní činnosti, pracovní podmínky, zdravotní a kvalifikační požadavky, požadované kompetence. Povolání jsou začleňována do soustavy dle oboru a kvalifikační úrovně.
Východiska při její tvorbě jsou:
- aktuální požadavky světa práce deklarované členy sektorových rad,
- zákonné normy a předpisy,
- další informační zdroje – podnikové katalogy, systémy pracující s daty trhu práce, analýzy a prognózy v sektorech národního hospodářství.

Národní soustava povolání podporuje mapování potřeb trhu práce, efektivní rozvoj lidských zdrojů v ČR, systémový přístup ke komunikaci v oblasti lidských zdrojů, fungování vazeb mezi světem práce a vzdělavatelskou sférou a také možnosti mezinárodní srovnávání. Svým obsahem se řadí k aktuálním a živým evropským databázím určeným pro široký okruh uživatelů z řad studentů, zaměstnanců, nezaměstnaných, úřadů práce a pro odborníky v oblasti lidských zdrojů, jimž mj. poskytuje informace o požadavcích na výkon jednotlivých povolání nebo údaje potřebné pro tvorbu podnikových katalogů či pro personální řízení. Současně NSP plní úlohu hlavního informačního zdroje pro tvorbu Národní soustavy kvalifikací (NSK).
Ministerstvo práce a sociálních věcí dle zákona o zaměstnanosti č. 435/2004 Sb. § 6 Archivováno 1. 7. 2015 na Wayback Machine. zodpovídá za Národní soustavu povolání. Zabezpečením její tvorby a aktualizace je pověřena její přímo řízená organizace Fond dalšího vzdělávání.
Národní soustava povolání je realizována a soustavně aktualizována od roku 2007.

## Obsah NSP
Národní soustava povolání obsahuje:
1. název a číselné označení povolání vyjádřené kódem,
2. stručný popis povolání,
3. pracovní činnosti v povolání,
4. předpoklady pro výkon povolání, zejména kvalifikační, odborné a zdravotní,
5. další údaje související s povoláním.

## Cílové skupiny NSP
- firmy (majitelé malých a středních podniků, HR manažeři)
- uchazeči o zaměstnání
- školáci, studenti
- školní poradci
- kariérní poradci
- nezaměstnaní
- rodiče vracející se z rodičovské dovolené
- zájemci o další vzdělávání
- vzdělavatelé
- Úřad práce (krajské pobočky si dle NSP párují nabídku a poptávku volných prac. míst)
- orgány státní správy a samosprávy